# Pozaalpejska Europa Środkowa
Pozaalpejska Europa Środkowa (Pozaalpejska Europa Zachodnia, Pohercyńska Europa Środkowa; 3) – megaregion Europy Zachodniej.
Pozaalpejska Europa Środkowa leży między pasmem młodych gór fałdowych orogenezy alpejskiej na południu a starymi kaledońskimi masywami Fennoskandii i Wysp Brytyjskich na północy. Rozciąga się od atlantyckiego wybrzeża Francji na zachodzie po wschodnią granicę Polski na wschodzie (skrawki znajdują się również na Ukrainie i w obwodzie królewieckim Rosji). Dzieli się na dwa główne obszary: rozległą Nizinę Środkowoeuropejską, oraz europejską część pasma starych gór i wyżyn orogenezy hercyńskiej, do których należą tzw. Francuskie Wyżyny i Kotliny, Średniogórze Niemieckie, Masyw Czeski i Wyżyny Polskie.
Regionalizacja Pozaalpejskiej Europy Środkowej:
- 31. Nizina Środkowoeuropejska
- 32. Średniogórze Niemieckie
- 33. Masyw Czeski
- 34. Wyżyny Polskie
- 35. Francuskie Masywy i Kotliny

Niż Środkowoeuropejski rozciąga się od depresji holenderskich po Polskę na długości około 1200 km. Szerokość Niżu na zachodzie wynosi 100 km, natomiast na wschodzie dochodzi do 500 km. Obszar Niżu związany jest z głębokim obniżeniem tektonicznym między wypiętrzeniem masywu skandynawskiego i strefą masywów i basenów hercyńskich, gdzie krystaliczne podłoże zanurzone jest do znacznej głębokości, poniżej 2000 m. Obniżenie wypełnione jest seriami utworów paleozoicznych, mezozoicznych i młodszych. Z uwagi na zróżnicowanie budowy geologicznej i rzeźby terenu na obszarze Niżu Środkowoeuropejskiego wyróżnia się następujące jednostki fizycznogeograficzne: Nizinę Holenderską zbudowaną głównie z osadów naniesionych przez wody Mozy i Renu oraz utworów polodowcowych, Półwysep Jutlandzki i Wyspy Duńskie zbudowane głównie z utworów polodowcowych oraz pas pojezierzy i pas pradolin.
Średniogórze Niemieckie obejmuje obszar średnich gór i zagłębień hercyńskich wypełnionych młodszymi utworami. Góry tworzą szereg masywów. Największe z nich leżą w dorzeczu Renu, górnej Wezery i Łaby. Na południu sąsiaduje z Wogezami masyw Schwarzwaldu zbudowany ze skał krystalicznych (gnejsów, granitów), które wyłaniają się na powierzchnię spod zdartej pokrywy mezozoicznej. W rzeźbie powierzchni masywów zachowały się ślady starej penepleny hercyńskiej, występujące na różnych wysokościach oraz powierzchnia zrównań trzeciorzędowych.
Kolejny obszar to Masyw Czeski, ukształtowany w okresie hercyńskim. Zbudowany ze skał krystalicznych, głównie granitów i łupków. Ograniczony łańcuchami górskimi Rudaw, Sudetów, Szumawy, Lasu Czeskiego i Lasu Bawarskiego.
Wyżyny Polskie to obszar wyżynny w południowej i południowo-wschodniej Polsce. Obejmuje Wyżynę Śląsko-Krakowską, Wyżynę Małopolską i Wyżynę Lubelsko-Lwowską.
W wyniku złożonych procesów rozwojowych na obszarze tzw. Francji hercyńskiej (atlantyckiej) wykształcił się szereg odrębnych jednostek, które łącznie tworzą całość strukturalną. Do jednostek tych należą: Masyw Centralny, Masyw Armorykański, Basen Paryski, Basen Akwitański i Rów Rodanu. Ten zwarty kompleks otoczony jest Oceanem Atlantyckim, kanałem La Manche, Morzem Śródziemnym, łukiem Alp i doliną Renu. Największe wypiętrzenie stanowi Masyw Centralny, będący najwyżej wzniesionym hercynidem Europy. Stąd rozchodzą się stare struktury hercyńskie w kształcie dwóch łuków. Po wypiętrzeniu hercyński masyw podlegał silnym procesom denudacyjnym. Zachowało się na nim kilka powierzchni zrównań, odpowiadających wiekowo różnym cyklom erozyjnym. Procesy denudacyjne spowodowały odsłonięcie podłoża skał krystalicznych i przyczyniły się do zniszczenia pokładów węgla kamiennego.